# Vojtech Petráš
Vojtech Petráš (* 9. listopadu 1960) je bývalý slovenský fotbalista, záložník.

## Fotbalová kariéra
Hrál za Spartak Trnava. V československé lize nastoupil v 57 utkáních a dal 4 góly. Po skončení aktivní kariéry působí jako trenér na regionální úrovni.

## Ligová bilance
| Ročník                                   | Zápasy | Góly | Klub           |
| ---------------------------------------- | ------ | ---- | -------------- |
| 1. československá fotbalová liga 1982/83 | 2      | 0    | Spartak Trnava |
| 1. československá fotbalová liga 1983/84 | 10     | 2    | Spartak Trnava |
| 1. československá fotbalová liga 1984/85 | 18     | 0    | Spartak Trnava |
| 1. československá fotbalová liga 1985/86 | 8      | 1    | Spartak Trnava |
| 1. československá fotbalová liga 1988/89 | 19     | 1    | Spartak Trnava |
| CELKEM                                   | 57     | 4    |                |